# Барынин, Михаил Борисович
Михаил Борисович Барынин (род. 8 мая 1985, Москва, РСФСР, СССР) — российский кинорежиссёр-документалист и сценарист.

## Биография
Родился в многодетной семье. Детство провёл в одном из спальных районов Москвы.
В 2004 году окончил Московскую международную киношколу.
В 2008 году поступил во ВГИК на факультет неигрового кино в мастерскую Сергея Мирошниченко.
Михаил Барынин дебютировал как режиссёр в 2009 году фильмом «Другая земля». Фильм стал участником конкурса на соискание Национальной премии в области кинематографии «Золотой Орел» за 2009 год в номинации «Лучший неигровой фильм». В 2010 году фильм принимал участие в 34-м Московском международном кинофестивале в программе российского кино.
Дипломной работой Михаила Барынина стала картина «Майманы». Фильм об одном из древних алтайских родов впоследствии участвовал в нескольких фестивалях. Работа над этим фильмом предопределила тему нескольких последующих картин режиссёра Михаила Барынина.
В 2012 году Михаил Барынин был приглашён к сотрудничеству Русским географическим обществом, результатом которого стали реализованные проекты: «Тува. Свободные люди» (2012 г.), двухсерийный документальный фильм «Дагестан. Народные промыслы» (2013 г.) и телефильм «Гянджа. Город сказка» (2013 г.). Также при поддержке Русского географического общества в 2014 году был создан фильм «Ураза Байрам. Радость обновления».
В 2014 году, собрав группу единомышленников, Михаил Барынин приступил к съёмкам фильма «24 СНЕГА». История о коневоде, который большую часть года проводит в тундре, ухаживая за табуном. Каждый его день — это борьба за выживание. Производство фильма длилось более двух лет. В 2016 году на 38-м Московском Международном Кинофестивале «24 СНЕГА» представлял Россию в конкурсной программе документального кино и получил приз зрительских симпатий.
Осенью 2016 года в рамках Года российского кино в Лаврушинском переулке проходила выставка под открытым небом «История российского кинематографа» при поддержке правительства Москвы. Представляла она собой ретроспективу лучших отечественных фильмов: афиши, фотографии и рассказы о картинах. Рассказ об истории отечественного кино начинался с 1920-х годов и фильмов Сергея Эйзенштейна, а заканчивался днём сегодняшним, который был представлен описанием фильма Михаила Барынина «24 СНЕГА».

### Фильмография
- 2008 — «Мелодия осени» — режиссёр, сценарист, оператор (учебная работа)
- 2009 — «Другая земля» — режиссёр, сценарист, оператор
- 2011 — «Майманы» — режиссёр, сценарист, оператор
- 2012 — «Тува. Счастливые люди» — режиссёр, сценарист
- 2013 — «Гянджа. Город сказка» — режиссёр, сценарист (ТВ)
- 2013 — «Дагестан. Народные промыслы» — режиссёр, сценарист (ТВ)
- 2014 — «Ураза байрам. Радость обновления» — режиссёр (ТВ, Россия 1)
- 2016 — «24 снега» — режиссёр, сценарист
- 2017 — «Маресьев: продолжение легенды» — режиссёр (ТВ)
- 2017 — «Гватемала-сити. Город зверя» — режиссёр (ТВ)
- 2017 — «Афганский дракон» — режиссёр, сценарист (ТВ) English version Русская версия
- 2018 — «Джон Дуган. Побег из США» — режиссёр (ТВ)
- 2018 — «Трансгендеры. Смешение полов» — режиссёр (ТВ)
- 2019 — «Проклятие буров» — режиссёр (ТВ)
- 2019 — «Заключённые» — режиссёр (ТВ) — документальный сериал
- 2019 — «Следы Ганди» — режиссёр (ТВ)
- 2021 — «Сирия. История одной трагедии» — режиссёр (ТВ)
- 2021 — «Рами и Вилл» — режиссёр (ТВ)
- 2021 — «Свой среди своих» — режиссёр (ТВ) — фильм к юбилею Александра Розенбаума
- 2022 — «Мир 2052. Увидеть будущее» — режиссёр

### Достижения и премии

#### 2009 — Другая земля
- 2009 — XXIX Международный фестиваль ВГИК — Диплом «За осмысление темы любви и сострадания»
- 2010 — XXXII Московский Международный кинофестиваль
- 2010 — XXI Открытый фестиваль документального кино «Россия»

#### 2012 — Майманы
- 2012 — XIX Открытый Фестиваль студенческих и дебютных фильмов на соискание премии «Святая Анна»
- 2012 — XXIII Открытый фестиваль документального кино «Россия»

#### 2016 — 24 Снега
- 2016 — XXXVIII Московский Международный кинофестиваль — Приз зрительских симпатий[1]
- 2016 — IV Якутский международный кинофестиваль — Лучший документальный фильм; Специальный приз жюри за блестящее визуальное решение фильма
- 2016 — Международный фестиваль документального кино «Флаэртиана» — Приз за оригинальное художественное решение — «Серебряный Нанук»; Приз зрительских симпатий
- 2016 — XV Международный Байкальский фестиваль документальных и научно-популярных фильмов «Человек и природа» им. В. Распутина — Гран-при, Приз молодёжного жюри[2]
- 2016 — XXVII Открытого фестиваля документального кино «РОССИЯ»
- 2016 — Международный фестиваль национального и этнического кино «Серебряный Акбузат» — Приз зрительских симпатий; Приз «За лучшую операторскую работу в документальном фильме»
- 2016 — Фестиваль российских фильмов «Спутник» 9 (Польша) — Приз зрительских симпатий
- 2016 — Международный фестиваль документального кино, посвящённого проблемам глобального развития Human doc (Польша)
- 2016 — Международный фестиваль документального кино «Артдокфест» (внеконкурсная программа)
- 2017 — Номинирован на Национальную Кинопремию «Золотой орёл» как лучший неигровой фильм 2016 года[3]
- 2017 — 67-й Берлинский кинофестиваль, Программа NATIVe
- 2017 — Номинирован на Национальную кинематографическую премию НИКА за 2016 год как лучший неигровой фильм 2016 года[4]
- 2017 — Millenium Festival (Бельгия, Брюссель)
- 2017 — Баренц Экологический Фильм Фестиваль (Петрозаводск) — Лучший документальный фильм
- 2017 — Международный кинофестиваль Cinema Planeta (Мексика, Мехико)
- 2017 — XXII Международный Фестиваль «Кино — детям» (г. Самара) — Лучший документальный фильм Фестивальной программы «Российские премьеры» в номинации 16+